# Adelina (Kartoffel)
 Adelina ist eine deutsche Speisekartoffel.
Sie wurde 2008 vom Bundessortenamt als Speisekartoffel zugelassen. Die Reifegruppe ist mittelfrüh (mfr), die Kennnummer ist 3704. Gezüchtet wurde die Sorte von der Böhm – Nordkartoffel Agrarproduktion.
Die Sorte ist vorwiegend fest kochend, sie hat eine runde Form. Für den Folienanbau sowie den Anbau in Kübeln auf Terrasse und Balkon ist sie geeignet.